# ATP Challenger Telford
Der ATP Challenger Telford (offiziell: Telford Challenger) war ein Tennisturnier, das von 1989 bis 1991 jährlich in Telford, England, stattfand. Es gehörte zur ATP Challenger Tour und wurde in der Halle auf Teppich gespielt. Nick Brown ist mit zwei Titeln im Doppel Rekordsieger des Turniers.

## Liste der Sieger

### Einzel
| Jahr | Sieger          | Finalgegner       | Ergebnis      |
| ---- | --------------- | ----------------- | ------------- |
| 1991 | Jan Siemerink   | Martin Laurendeau | 6:3, 6:4      |
| 1990 | Fabrice Santoro | Peter Nyborg      | 6:3, 5:7, 6:4 |
| 1989 | Michael Tauson  | Peter Nyborg      | 6:4, 6:3      |

### Doppel
| Jahr | Sieger                             | Finalgegner                  | Ergebnis |
| ---- | ---------------------------------- | ---------------------------- | -------- |
| 1991 | Martin Laurendeau Leonardo Lavalle | Peter Nyborg Jan Siemerink   | 7:6, 6:3 |
| 1990 | Nick Brown (2) Nicholas Fulwood    | Russell Barlow Martin Sinner | 6:4, 7:5 |
| 1989 | Jeremy Bates Nick Brown (1)        | Ronnie Båthman Rikard Bergh  | 6:4, 7:6 |